# Sommervieu
Sommervieu é uma comuna francesa na região administrativa da Normandia, no departamento Calvados. Estende-se por uma área de 4,3 km². Em 2010 a comuna tinha 1 010 habitantes (densidade: 234,9 hab./km²).